# Salmo
Salmo is het geslacht waaraan zowel de orde Salmoniformes als de familie Salmonidae de naam ontlenen.
De zalmen en forellen uit dit geslacht verschillen van de zalmen en forellen uit het ook zeer grote geslacht Salvelinus door een andere plaatsing van de tanden in het bovenkaakbeen (ploegschaarbeen); zij hebben geen lichte randen aan de vinnen en vaak donkere, in plaats van lichte stippels op de flanken.
Er is geen consensus over de systematiek van Salmo. Er zijn onderzoekers die slechts weinig echte soorten binnen dit genus plaatsen, terwijl andere onderzoekers talrijke plaatselijk in meren ontstane soorten onderscheiden, waarbij het verschil tussen deze soorten zeer wordt bemoeilijkt door uitzettingen met nauw verwante soorten van elders, waarbij bastaardisering op grote schaal is opgetreden.

## Taxonomie
De volgende soorten worden tot het geslacht gerekend:
- Salmo abanticus Tortonese, 1954
- Salmo akairos Delling & Doadrio, 2005
- Salmo aphelios Kottelat, 1997
- Salmo balcanicus (Karaman, 1927)
- Salmo brunoi Turan, Bayçelebi, Aksu & Oral, 2024
- Salmo carpio Linnaeus, 1758
- Salmo caspius Kessler, 1877
- Salmo cenerinus Nardo, 1847
- Salmo cettii Rafinesque, 1810
- Salmo chilo Turan, Kottelat & Engin, 2012
- Salmo ciscaucasicus Dorofeeva, 1967
- Salmo coruhensis Turan, Kottelat & Engin, 2010
- Salmo dentex (Heckel, 1851)
- Salmo ekmekciae Küçük, Kalaycı, Güçlü, Oral & Turan, 2024
- Salmo euphrataeus Turan, Kottelat & Engin, 2014
- Salmo ezenami Berg, 1948
- Salmo farioides Karaman, 1938
- Salmo ferox Jardine, 1835
- Salmo fibreni Zerunian & Gandolfi, 1990
- Salmo ischchan Kessler, 1877
- Salmo kottelati Turan, Doğan, Kaya & Kanyılmaz, 2014
- Salmo labecula Turan, Kottelat & Engin, 2012
- Salmo labrax Pallas, 1814
- Salmo letnica (Karaman, 1924)
- Salmo lourosensis Delling, 2011
- Salmo lumi Poljakov, Filipi & Basho, 1958
- Salmo macedonicus (Karaman, 1924)
- Salmo macrostigma (Duméril, 1858)
- Salmo marmoratus Cuvier, 1829
- Salmo montenigrinus (Karaman, 1933)
- Salmo multipunctatus Doadrio, Perea & Yahyaoui, 2015
- Salmo nigripinnis Günther, 1866
- Salmo obtusirostris (Heckel, 1851)
- Salmo ohridanus Steindachner, 1892
- Salmo okumusi Turan, Kottelat & Engin, 2014
- Salmo opimus Turan, Kottelat & Engin, 2012
- Salmo pallaryi Pellegrin, 1924
- Salmo pelagonicus Karaman, 1938
- Salmo pellegrini Werner, 1931
- Salmo peristericus Karaman, 1938
- Salmo platycephalus Behnke, 1968
- Salmo rhodanensis Fowler, 1974
- Salmo rizeensis Turan, Kottelat & Engin, 2010
- Salmo salar Linnaeus, 1758 – Zalm
- Salmo schiefermuelleri Bloch, 1784
- Salmo stomachicus Günther, 1866
- Salmo taleri (Karaman, 1933)
- Salmo tigridis Turan, Kottelat & Bektaş, 2011
- Salmo trutta (Linnaeus, 1758) – Forel
  - Salmo trutta aralensis Berg, 1908
  - Salmo trutta fario Linnaeus, 1758 – Beekforel
  - Salmo trutta lacustris Linnaeus, 1758
  - Salmo trutta oxianus Kessler, 1874
  - Salmo trutta trutta Linnaeus, 1758 – Zeeforel
- Salmo viridis Doadrio, Perea & Yahyaoui, 2015
- Salmo visovacensis Taler, 1950
- Salmo zrmanjaensis Karaman, 1938